# ソイザウルクロウクル

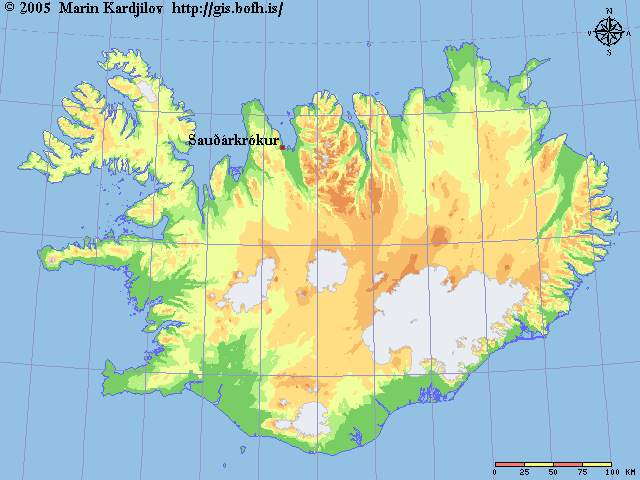
ソイザウルクロウクル

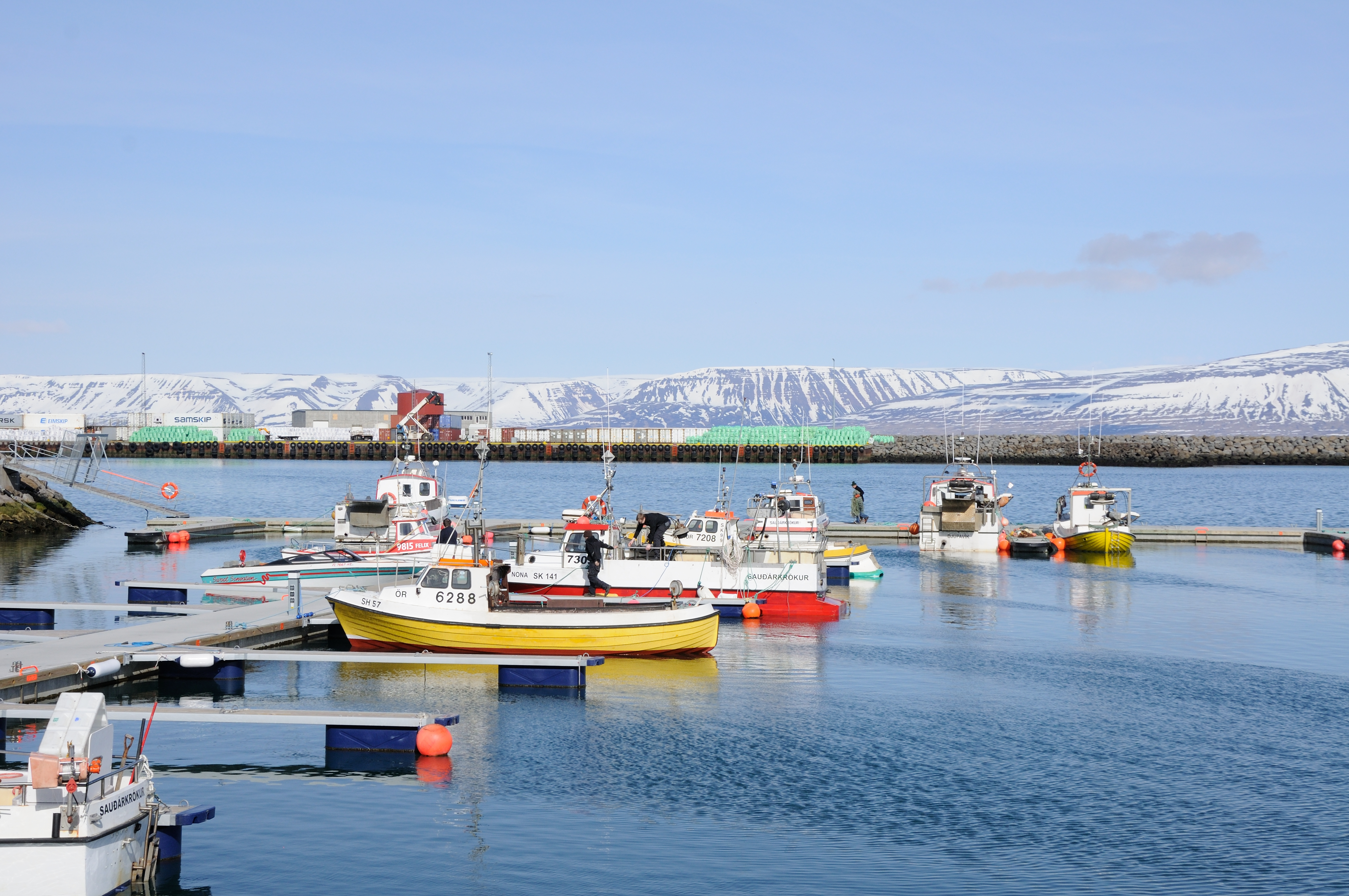
港

ソイザウルクロウクル（Sauðárkrókur）は、北アイスランドの町である。人口は2006年の時点で、2,606人である。アイスランド北部沿岸では2番目に大きな町である。ここの天然温水プールが、グレッティル・サーガで述べられている。

## 姉妹都市
- エスポー、フィンランド

## 出身者
- ルナル・マル・シグルヨンソン - サッカー選手